# Walt Gorney
Walter „Walt“ J. Gorney (* 5. April 1912 in Wien, Österreich-Ungarn; † 5. März 2004 in New York City) war ein österreichisch-US-amerikanischer Schauspieler.

## Leben und Wirken
Walter Gorney wurde im damaligen Österreich-Ungarn als Sohn ethnisch polnischer Eltern geboren. Als der Sohn zehn Jahre alt war, wanderte die Familie in die USA aus und ließ sich in Massachusetts nieder. Seit 1946 war Gorney in Greenwich Village in New York City wohnhaft, wo er bis zu seinem Tod lebte. 
Als Schauspieler war er seit den frühen 1970er Jahren als Charakterdarsteller in verschiedenen Filmproduktionen (vor allem in Nebenrollen) aktiv. Sein schlanker Körperbau, sein hageres Gesicht sowie seine krächzende Stimme galten als seine Markenzeichen und ließen ihn für bestimmte Rollentypen nahezu ideal erscheinen. Seine wohl bekannteste Filmrolle ist die des exzentrisch und weltfremd wirkenden Crazy Ralph, den er in drei Filmen der Freitag der 13.-Reihe verkörperte. Im vierten Teil der Reihe war er als Erzähler zu Beginn des Films zu hören.
Neben seiner Arbeit im Filmbereich war Gorney außerdem auch als Theaterdarsteller tätig und wirkte im Laufe der Jahre in mehreren Broadway- und Off-Broadway-Produktionen mit. Er starb 2004 im Alter von 91 Jahren nach langer Krankheit in einem New Yorker Krankenhaus. Zuvor hatte sich viele Jahre lang hartnäckig das Gerücht gehalten, Gorney sei bereits 1989 verstorben, was vermutlich der Tatsache geschuldet war, dass der Schauspieler ab diesem Zeitpunkt in keiner Filmproduktion mehr mitgewirkt hatte.

## Filmografie
- 1973: Heavy Traffic
- 1974: Treffpunkt Central Park (Cops and Robbers)
- 1976: King Kong
- 1977: Panik in der Sierra Nova (Day of the Animals)
- 1978: Nunzio
- 1980: Freitag der 13. (Friday the 13th)
- 1981: Freitag der 13. – Jason kehrt zurück (Friday the 13th Part 2)
- 1981: Endlose Liebe (Endless Love)
- 1983: Die Glücksritter (Trading Places)
- 1983: Monty, der Millionenerbe (Easy Money)
- 1984: Freitag der 13. – Das letzte Kapitel (Friday the 13th: The Final Chapter)
- 1984: Alles ist vergänglich (Nothing Lasts Forever)
- 1986: Das Geschäft des Lebens (Seize the Day, Fernsehfilm)
- 1988: Freitag der 13. Teil VII – Jason im Blutrausch (Friday the 13th Part VII: The New Blood)